# Vergnies

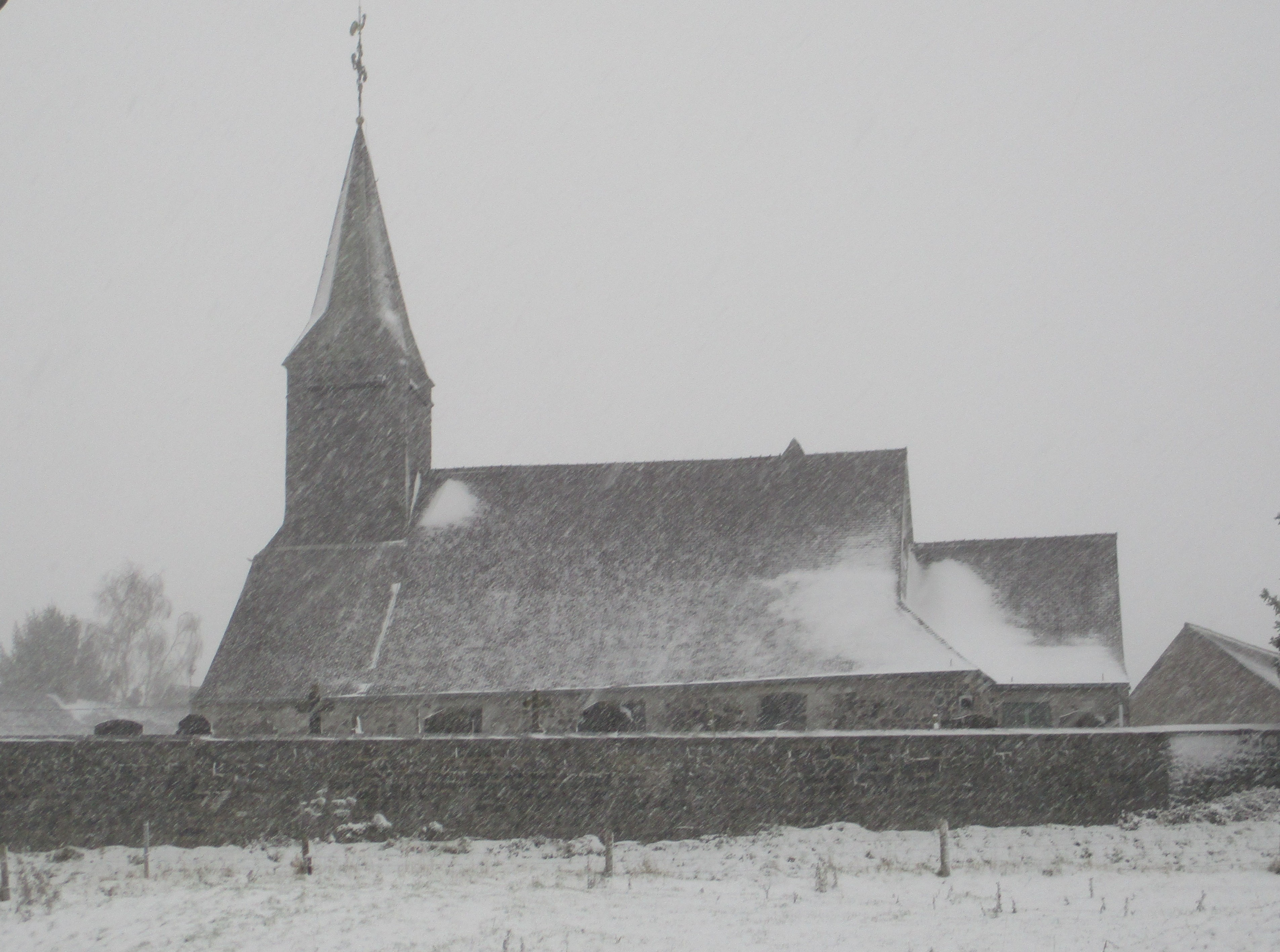
Kerk Saint-Martin in de sneeuw

Vergnies is een dorp in de Belgische provincie Henegouwen, en een deelgemeente van de Waalse gemeente Froidchapelle.
Vergnies was een zelfstandige gemeente, tot die bij de gemeentelijke herindeling van 1977 toegevoegd werd aan de gemeente Froidchapelle.

## Demografische ontwikkeling
- Bronnen:NIS, Opm:1831 tot en met 1970=volkstellingen, 1976= inwoneraantal op 31 december

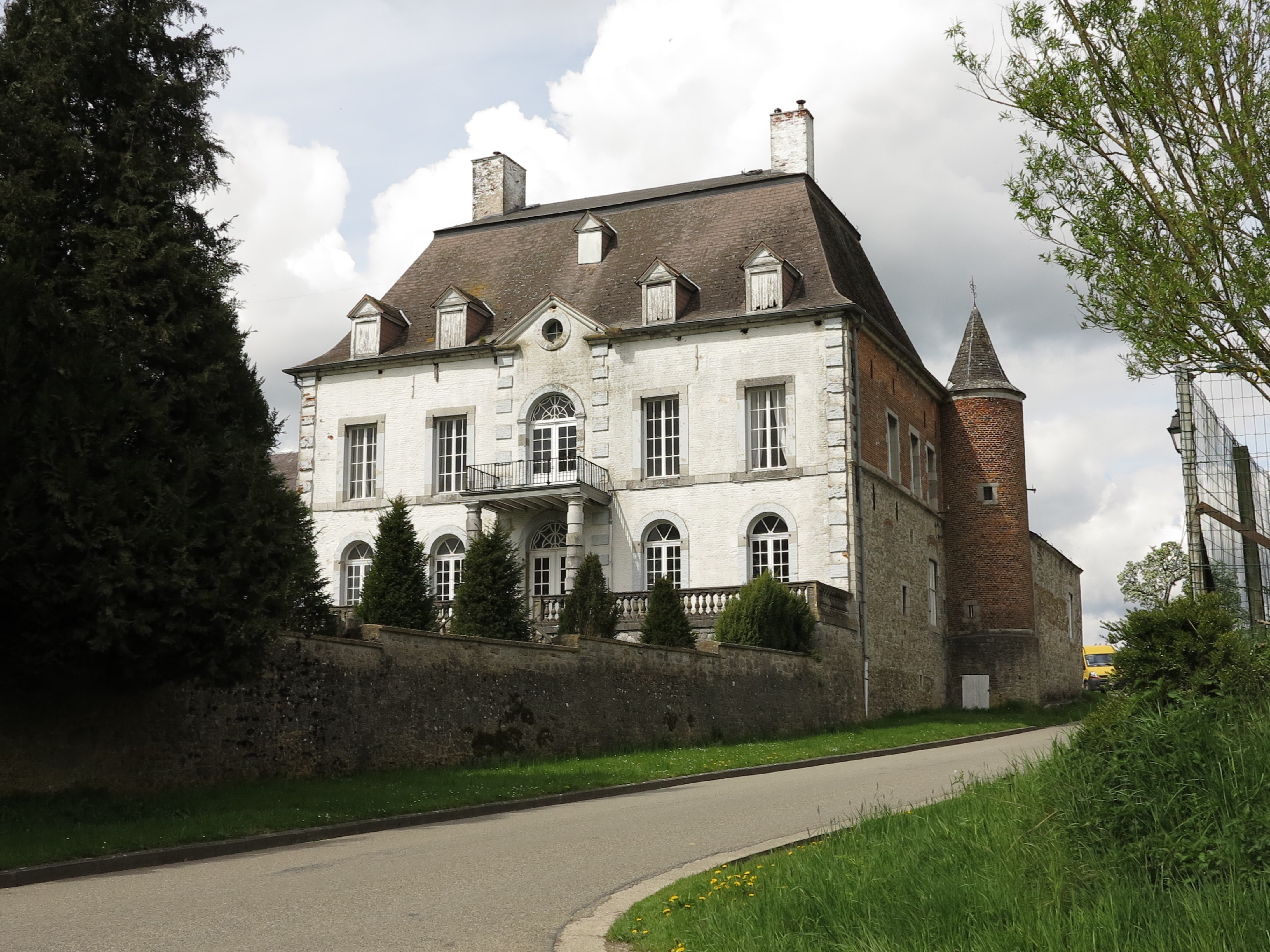
Kasteel van Vergnies

## Bekend te Vergnies
- François-Joseph Gossec
- Gustave van Leempoel de Nieuwmunster, volksvertegenwoordiger, senator en burgemeester van Vergnies